# Macaria acasiaria
Macaria acasiaria es una especie de polilla geométrida, descrita por primera vez por William Schaus en 1923. Se encuentra distribuida en América del sur. Es una polilla pequeña, con una envergadura de 25 milímetros (1 plg) y color marrón ocrácea. Tiene cercana relación filogenética con Macaria delia.